# Elżbieta Podkowa
Elżbieta Podkowa (ur. 15 grudnia 1927, zm. 16 lutego 2023) – wieloletnia lekarka ostrzeszowskiego szpitala.

## Życiorys
Karierę zawodową zaczynała w Szpitalu Powiatowym w Kępnie. Pracowała jako lekarz w Poradni Konsultacyjnej Przychodni Rejonowej w Ostrzeszowie oraz w Przychodni Dziecięcej w Ostrzeszowie, a także w ostrzeszowskim żłobku. Niosła pomoc chorym w ramach. tzw. białych niedzieli.
Była pediatrą II stopnia, ordynatorem Oddziału Dziecięco-Noworodkowego oraz inspektorem ds. pediatrii. Brała aktywny udział w pracach Polskiego Czerwonego Krzyża. Pod jej kierunkiem doskonaliło się wielu młodych lekarzy.
Nie wyraziła zgody na likwidację kaplicy szpitalnej.
Zmarła w wieku 95 lat. Pogrzeb odbył 18 lutego na cmentarzu parafii NMP Wniebowziętej w Ostrzeszowie.

## Odznaczenia
- Złoty Krzyż Zasługi,
- Odznakę „Za wzorową pracę w służbie zdrowia”,
- Odznakę Honorową „Za Zasługi dla Województwa Kaliskiego”,
- „Zasłużony dla Powiatu Ostrzeszowskiego”[5][3][8].